# Hrvatska na ZOI 1998.
Hrvatska je na Zimskim olimpijskim igrama u Naganu 1998. nastupila sa skromnim brojem sportaša. Najzapaženiji nastup bio je osmo mjesto skijašice Janice Kostelić u disciplini alpska kombinacija.

## Predstavnici
Hrvatsku olimpijsku delegaciju predstavljalo je 6 natjecatelja u 3 sporta: umjetničko klizanje, alpsko i nordijsko skijanje). Na svečanom otvaranju hrvatsku zastavu je nosila je skijašica Janica Kostelić.

## Svi rezultati hrvatskih olimpijaca

### Alpsko skijanje
- Janica Kostelić
  - spust: 25. mjesto, 1.31.97 (+3.08)
  - slalom: odustajanje
  - veleslalom: 24. mjesto, 2.59.39 (+8.80)
  - superveleslalom: 26. mjesto, 1.19.77 (+1.75)
  - kombinacija: 8. mjesto (spust 18. mjesto, slalom 9. mjesto), 2.45.23 (+4.49)
- Vedran Pavlek
  - superveleslalom: 30. mjesto, 1.39.63 (+4.81)
  - veleslalom: 28. mjesto, 2.47.54 (+9.03),
- Renato Gašpar
  - superveleslalom: 32. mjesto, 1.39.85 (+5.03)
  - veleslalom: odustajanje
- Thomas Lödler
  - veleslalom: 23. mjesto, 2.44.21 (+5.70)

### Nordijsko skijanje
- Antonio Rački
  - 10 km klasično: nije nastupio zbog bolesti

### Umjetničko klizanje
- Ivana Jakupčević
  - pojedinačno: 25. mjesto